# Homalictus fijiensis
Homalictus fijiensis — вид перетинчастокрилих комах родини галіктид (Halictidae).

## Поширення
Ендемік Фіджі.

## Опис
Дрібні бджоли, завдовжки до 5 мм. Гніздяться в землі.